# 泉男生
淵男生（634年—679年3月16日），唐高句丽平壤城人，字元德。淵蓋蘇文长子，入唐後因避諱唐高祖李淵名而改稱泉男生。

## 生平
淵男生九岁时就以父荫为郎（先人），15岁时授中里小兄，18岁授中里大兄，知国政，主辞令，23岁改任中里位头大兄，24岁兼任将军。
28岁，任莫离支兼授三军大将军。32岁（唐高宗乾封元年），嗣淵蓋蘇文之位，加大莫离支总录军国阿衡元首。淵男生与二弟淵男建、淵男產不睦，两方相互攻击，淵男生不敌，率所部和契丹、靺鞨仆从军退守国内城（今吉林集安市境）。淵男建自任莫离支，发兵攻打国内城。淵男生先派大兄（高句丽官名）弗德前往唐朝求救，由于其部属发生叛离，于是又派大兄冉有入唐，“重申诚效”，最后才派其子泉献诚正式入唐，请求内附。
唐高宗乾封元年六月，唐高宗派左骁卫大将军契苾何力为辽东道安抚大使，以右金吾卫将军庞同善、营州都督高侃为行军总管，以献诚为右武卫将军，为诸军向导，前往接应泉男生。庞同善等赶至新城时，夜里遭到高句丽军偷袭，薛仁贵领军救援，斩首数百级。唐军进至金山时，为高句丽军阻击，不敌溃退，薛仁贵在高句丽军追击唐军时，领兵攻其侧翼，大败高句丽军。在金山之役中，薛仁贵斩首五万余级，并趁胜攻占南苏、木底、苍岩等三城，九月赶到国内城与淵男生会合。男生遂率哥勿、南苏、旨岩等城归降，唐授男生为特进、平壤道行军大总管、持节平壤道安抚大使。又命西台舍人李虔绎就军慰劳，赐给他袍带、金扣七事。
乾封元年（666年）十一月，司空、英国公李世勣被任命为辽东道行军大总管，率裨将郭待封等征讨高句丽。乾封二年二月，李世勣渡过辽河进军至新城下，随后攻下新城，太大兄淵男產率首领九十八人出降。淵男生在被高宗诏令入朝后，封为辽东大都督、玄菟郡公，赐第京师。随后又被派往高句丽李世勣军中，招降旧部。
总章元年（668年）九月，李世勣移师于平壤城南，在高句丽下捉兵总管僧信诚的内应下，十一月破城而入，淵男建自杀，但未死，与宝藏王一起被俘。十二月，高句丽君臣被押回京师献俘于含元宫，宝藏王被授予司平太常伯；淵男產因先降，授司宰少卿；淵男建顽抗唐军，处死。但在淵男生求情下，免死配流黔州（在今重庆彭水县）；淵男生以向导有功，授右卫大将军，进封卞国公，食邑三千户，特进勋官如故，兼检校右羽林军。并赏赐宝器、宫中侍女二人、马八十匹。
仪凤二年（677年），唐政府任命原高句丽王高藏为辽东州都督，封朝鲜王，“遣归辽东，安辑高丽余众”。但高藏到辽东后却与靺鞨勾结谋叛，被唐朝发现并召回。随后淵男生奉诏安抚辽东，改置州县，招流民，平赋敛，罢力役，颇能安民。
仪凤四年正月二十九日（679年3月16日），卒于安东府官舍，年四十六。高宗下诏追赠并州刺史。谥曰襄。调露元年十二月廿六日（680年2月1日）葬于洛阳北邙山。

## 家族
- 曾祖父：渊子游，莫离支
- 祖父：渊太祚，莫离支
- 父亲：淵蓋蘇文（渊盖金），莫离支、太大对卢
- 叔父：渊净土
- 弟弟：淵男建
- 弟弟：淵男產
- 儿子：泉献诚，袭卞国公，谥曰庄。
  - 孙子：泉玄隐，柳城县开国男，袭卞国公。
    - 曾孙：泉毖，淄川县开国子

  - 孙子：泉玄逸
  - 孙子：泉玄静
- 儿子：泉献忠，被淵男建所杀。

## 延伸阅读
[在维基数据编辑]
 《新唐書·卷110》，出自《新唐書》